# Mabanza Sosso
Mabanza Sosso, também grafada somente como Nsosso, é uma cidade e município angolano que se localiza na província do Uíge.
Anteriormente uma vila-comuna do município da Damba, em 5 de setembro de 2024 foi elevada a condição de cidade e município da província do Uíge.
O município é constituído apenas pela comuna-sede.

## História
Formado pelo subgrupo étnico dos congos denominado sossos, sua origem está relacionada a migração de jagas-imbangalas para o leste de Uíge. Na sua migração, atravessaram os rios Cassai e Cuílo para se instalar à margem esquerda do rio Cuango. Passaram a dominar um vasto território que ia até o centro da Damba. Seu centro de poder se instalou em Mabanza Sosso. Caíndo sob domínio do reino do Congo, o território dos sossos foi feita província de Sosso. Os jagas-imbangalas do oeste do Cuando, assim, foram assimilados aos congos dando origem ao subgrupo dos sossos.
Muito estimados por sua bravura, os sobas sossos foram escolhidos como conselheiros do manicongo e ficaram responsáveis por fornecer uma reserva militar essencial ao reino em caso de uma invasão. Na famosa batalha de Ambuíla, as tropas da província Sosso forneceram uma das principais forças militares que combateram ao lado do rei António I do Congo. Depois da derrota e da fragmentação do Congo, os sossos se desconectaram do poder central de Mabanza Congo, constituindo um reino Sosso a parte.
Antes da ocupação da Damba em 1911, pelos portugueses, o soba sosso Mbianda Ngunga, sob a instigação do soba Namputu de Damba, formou uma coligação com o soba Nkama Ntambu para cobrar o imposto aos comerciantes em passagem na região, inclusive aos europeus. Esta política continuou com o soba Nzawu a Mbakala.
Como consequência da grande revolta do Congo, os portugueses atacaram a coalização Damba-Sosso utilizando a metralhadora Nordenfelt, conseguindo neutralizar com facilidade a resistência na Damba e penetraram no Sosso. Conseguindo recuar, o soba Mbyanda Ngunga, consegue estabelecer uma enorme frente de resistência em Sanza Pombo durante 3 meses, matando muitos soldados do Exército Português. Em outra frente, os sossos, sob comando de Makabongo, assediaram a Fortaleza Portuguesa no Songo durante 6 meses. A derrota da grande revolta do Congo em 1914 definiu o fim da resistência dos sossos.
Após a derrota e ocupação colonial pelos portugueses, denominou-se "Vila 31 de Janeiro", nome que permaneceu até 1975, quando voltou a ser Mabanza Sosso.